# کیچیک کوولیار
کیچیک کوولیار (به لاتین: Kichik Kovlyar) یک منطقه مسکونی در جمهوری آذربایجان است که در شهرستان صابرآباد واقع شده است.